# Micrurus multifasciatus
Micrurus multifasciatus este o specie de șerpi din genul Micrurus, familia Elapidae, descrisă de Jan 1858. Conform Catalogue of Life specia Micrurus multifasciatus nu are subspecii cunoscute.